# Rhamphomyia pteropyga
Rhamphomyia pteropyga är en tvåvingeart som beskrevs av Frey 1951. Rhamphomyia pteropyga ingår i släktet Rhamphomyia och familjen dansflugor. Inga underarter finns listade i Catalogue of Life.